# Dicoryphus melanacanthus
Dicoryphus melanacanthus is een hooiwagen uit de familie Assamiidae.